# Líbano en los Juegos Olímpicos de Sapporo 1972
Líbano estuvo representado en los Juegos Olímpicos de Sapporo 1972 por un deportista masculino que compitió en esquí alpino.
El equipo olímpico libanés no obtuvo ninguna medalla en estos Juegos.